# エド・リーヴィー
エド・リーヴィー (Ed Reavy、1897年–1988年)はアイルランド系アメリカ人のミュージシャン。現代では数々のアイルランド伝統音楽のチューンの作曲者として知られている。キャヴァン州 バーナグローヴ（Barnagrove）に生まれ、1912年にアメリカに移住して、アイルランド系アメリカ人の町となっているフィラデルフィアのコークタウン(Corktown、現在はパウェルトン・ヴィレッジ(en:Powelton Village)の一部)に住まいを置いた。2度のアイルランドへの帰国を除き、彼は人生の残りをフィラデルフィア一帯に身を留めた。
レーヴィーはフィドラーであり、1927年にビクター レコードレーベルへ2つのリール ("The Boys of the Lough" と "Tom Clark's Fancy" )および2つのホーンパイプ ("ドニゴール" (The Donegal)と"崖" (The Cliff) )を含む録音を行った。彼の作品は百曲以上が出版されており、合計では500曲以上になると彼の息子たちはみている。彼の最も有名な作品は "The Hunter's House" になるだろう。彼の作品とフィドルのスタイルはアイルランド本国に帰り、現代のアイルランド伝統音楽(en:Irish Traditional Music)の発展に大きな影響を与えた。
リーヴィーは Irish Musicians' Association of America(アイルランド音楽家協会の支部のアメリカにおける１つ)の会長だった。